# Fundação de Amparo à Pesquisa do Estado de São Paulo
A Fundação de Amparo à Pesquisa do Estado de São Paulo (FAPESP) é uma instituição pública de fomento à pesquisa acadêmica ligada à Secretaria de Desenvolvimento Econômico, Ciência, Tecnologia e Inovação do governo do estado de São Paulo.

## História

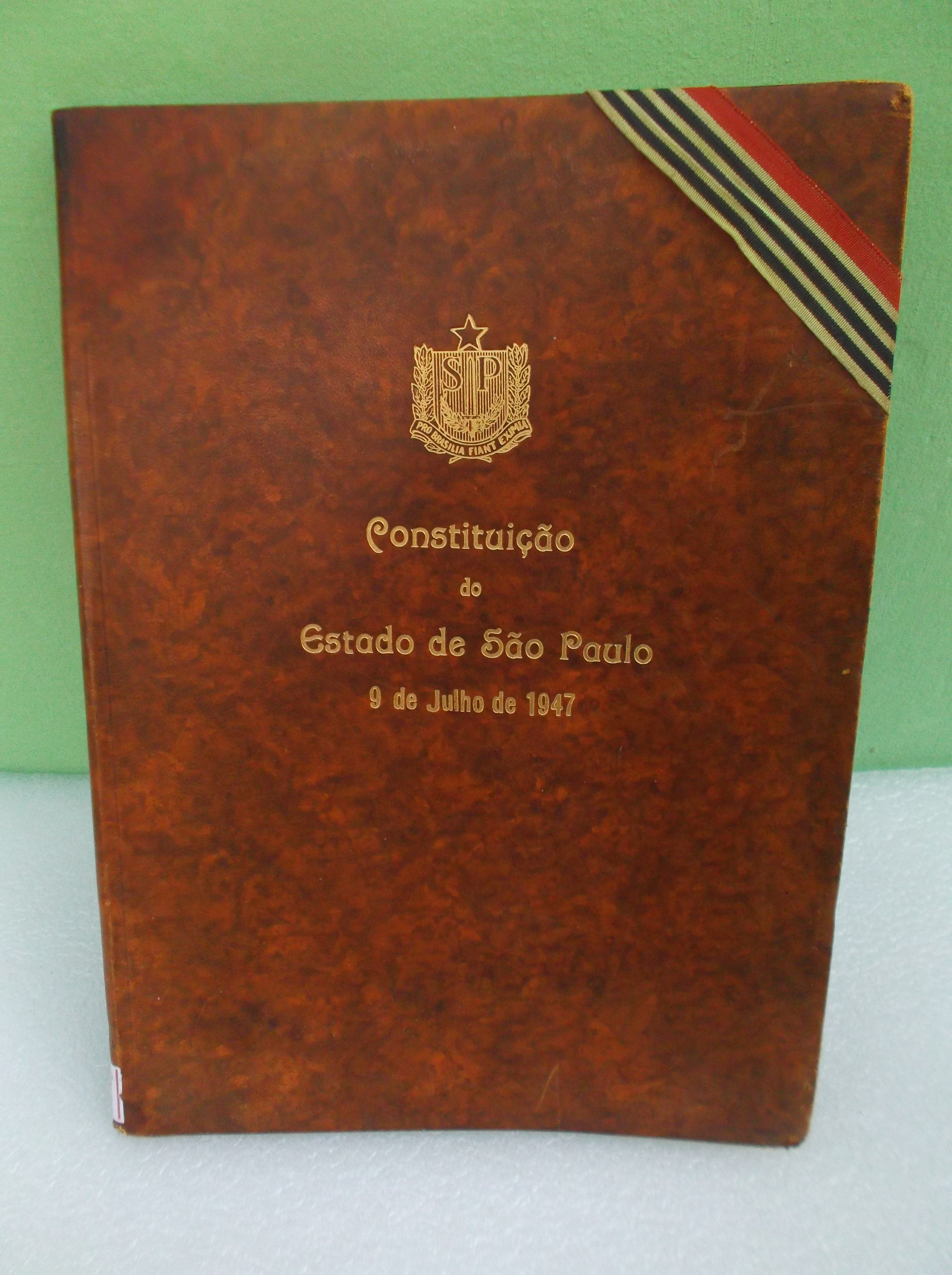
Constituição do Estado de São Paulo de 1947 que determinou a criação da FAPESP.

Instituída oficialmente em 1962, as raízes de sua criação remontam aos anos 1940 onde começaram a ganhar força as ideias de planejamento no âmbito governamental e de pesquisa no meio acadêmico. Proposto pela bancada do Partido Comunista Brasileiro na ALESP, o projeto de lei nº 248 instituia a Fundação Paulista de Pesquisas Científicas.
Apesar de sua criação ter sido autorizada pelo artigo 123 da Constituição estadual de 1947, essa regra constitucional não tinha sido implementada, de imediato, pelos governantes do período. Em razão disto, surgiu um movimento de professores e pesquisadores que passou a defender a regulamentação dessa regra para que fosse implantada a fundação que fomentaria a pesquisa no estado de São Paulo, movimento este que teve como um de seus idealizadores, o zoólogo Paulo Vanzolini, o qual chegou a ir ao EUA para estudar os modelos das fundações Guggenheim e Ford.
Assim, foi na gestão do governador Carvalho Pinto que a norma constitucional paulista acabou sendo efetivada com a instituição da FAPESP pela lei nº 5.918, de 18 de outubro de 1960, e o efetivo funcionamento foi iniciado com o decreto 40.132, de 23 de maio de 1962, com o objetivo de incentivar e subsidiar a pesquisa no Estado, especialmente a desenvolvida nas universidades. Com autonomia garantida por lei — o que significa que os seus dirigentes, escolhidos pelo Governador em listas tríplices, têm mandato fixo —, a FAPESP concede auxílios a pesquisa e bolsas em todas as áreas do conhecimento e financia outras atividades de apoio à investigação, ao intercâmbio e à divulgação da ciência e da tecnologia em São Paulo.
Atualmente, a FAPESP recebe um percentual fixo dos impostos arrecadados no estado de São Paulo e concedeu, em 2006, mais de 580 milhões de reais em bolsas e auxílios a pesquisa, em diversas áreas, como Ciências Biológicas, Ciências da Saúde, Ciências Exatas, Engenharias, Ciências Agrárias, Ciências Sociais aplicadas, Ciências Humanas, Letras, Linguística e Artes.
Recentemente, a FAPESP tem investido em projetos relacionados ao Genoma e à inovação industrial, o que aumentou consideravelmente a visibilidade da ciência e tecnologia brasileira no exterior.
A FAPESP funcionou como pioneira no sistema de financiamento, pelas Unidades da Federação, à pesquisa. Várias outras fundações estaduais foram criadas, em especial a partir da mobilização da Sociedade Brasileira para o Progresso da Ciência (SBPC) em face das Constituintes estaduais de 1989. Embora nem todas tenham conseguido êxito, várias delas têm-se mostrado eficazes.

## Bolsas regulares no Brasil
| Modalidade                    | Valor (R$) vigentes a partir de 01/08/2024 | Reserva Técnica (anual)      |
| ----------------------------- | ------------------------------------------ | ---------------------------- |
| Iniciação Científica (IC)     | 1 080,00                                   | 10 % do valor anual da bolsa |
| Mestrado I (MS-I)             | 3 120,00                                   | 10 % do valor anual da bolsa |
| Mestrado II (MS-II)           | 3 300,00                                   | 10 % do valor anual da bolsa |
| Doutorado Direto I (DD-I)     | 5 520,00                                   | 30 % do valor anual da bolsa |
| Doutorado Direto II (DD-II)   | 5 520,00                                   | 30 % do valor anual da bolsa |
| Doutorado Direto III (DD-III) | 6 810,00                                   | 30 % do valor anual da bolsa |
| Doutorado Direto IV (DD-IV)   | 6 810,00                                   | 30 % do valor anual da bolsa |
| Doutorado I (DR-I)            | 5 520,00                                   | 30 % do valor anual da bolsa |
| Doutorado II (DR-II)          | 6 810,00                                   | 30 % do valor anual da bolsa |
| Pós-Doutorado (PD)            | 12 000,00                                  | 15 % do valor anual da bolsa |

## Projetos
- Rede Acadêmica de São Paulo (ANSP - Academic Network of São Paulo): surgiu em 1988, permitindo o acesso às redes BITNET (DECnet) e HEPNET (High Energy Physics Network). Entre 1992 e 1994, era o único acesso que o Brasil possuía a Internet, tanto no meio acadêmico quanto no comercial. Entre 1991 e 2006, a FAPESP foi responsável pelo registro de domínios e distribuição de endereços IP no país, atividade posterior e atualmente atribuída ao Núcleo de Informação e Coordenação do Ponto BR (NIC.br).
- SciELO: uma das maiores bibliotecas digitais do mundo, contendo inúmeras publicações científicas brasileiras, em parceria com a BIREME, o Centro Latinoamericano e do Caribe de Informação em Ciências da Saúde. Este projeto também é patrocinado por outra importante agência de fomento brasileira, o Conselho Nacional de Desenvolvimento Científico e Tecnológico (CNPq).
- TIDIA: nova rede acadêmica do estado de São Paulo que, através do uso de tecnologias de fibra óptica, será uma das mais rápidas do mundo.
- Agência FAPESP: Agência de notícias em ciência e tecnologia que envia boletins diários e gratuitos para leitores de todo o mundo.
- Revista Pesquisa FAPESP: publicação com o objetivo de popularizar a ciência. Conquistou o Prêmio José Reis de Divulgação Científica e Tecnológica, do CNPq.
- Biblioteca Virtual (BV/CDi) da FAPESP: especializada em Ciência, Tecnologia e Inovação (CT&I), disponibiliza à comunidade científica e à sociedade civil informações sobre a produção científica e tecnológica, resultantes do apoio financeiro da Fundação a projetos de pesquisa em todas as áreas do conhecimento.